# ميري مسيكه
ميري مسيكا (بالعبرية: מירי מסיקה) هي مغنية وممثلة إسرائيلية ولدت في يوم 3 مايو 1978 في هرتسليا لعائلة يهودية من أب ذي أصل تونسي وأم من أصل عراقي. بدأت الغناء في سنة 1998 وقد أنتجت 6 ألبومات وبيعت أكثر من 200 ألف من ألبوماتها في اسرائيل. بدأت في التمثيل في المسرحيات في سنة 1998 وفي سنة 2006 مثلت في أول فيلم لها وهو الأمهات الثلاثة، تغني أيضاً بالعربية التونسية. وهي متزوجة من الموسيقي أوري زاخ منذ سنة 2005.